# Place Général-Sarrail
La place Général-Sarrail est située à la limite de Nantes, en France.

## Situation et accès
Cette place rectangulaire arborée est située dans le quartier Nantes Sud et de Rezé, sur la gauche de la Sèvre nantaise à moins de 100 mètres des bords de la rivière, traversée à cet endroit par les ponts de Pont-Rousseau et des Bataillons-FFI (ceux-ci sont reliés à la place par les rues du Pont-de-Pont-Rousseau et des Bataillons-FFI).
Sur la place débouchent :
- au nord, la rue Éric-Tabarly (partagée entre Rezé et Nantes),
- à l'ouest, le boulevard du Général-de-Gaulle — ou RD 751 — (dont les 80 derniers mètres sont, en partie, nantais)
- au sud, l'avenue de la Libération (dépendant entièrement de Rezé), séparée de la place par les lignes 2 et 3 du tramway.

## Origine du nom
Elle porte le nom du général Maurice Sarrail (1856-1929), commandant en chef de l'armée française d'Orient, de 1915 à 1917, à la suite d'une délibération du conseil municipal en date du 16 avril 1929.

## Historique
Avant la fin des années 1920, les terrains entourant l'actuelle place dépendaient entièrement de la commune de Rezé.
En 1889, la famille Grandjouan, titulaire du marché de la répurgation de la ville de Nantes depuis 1867, érige sur les basses prairies de la « Tête-des-Mottes » au nord de la place, des hangars et des cales à foin capables d'accueillir 110 chevaux et 50 tombereaux.
En 1910, la ville de Nantes décide de transférer ses abattoirs municipaux afin d'y construire le marché de Talensac. Les élus nantais pensent, dans un premier temps, établir le nouvel équipement sur l'île Beaulieu (partie est de l'île de Nantes), mais le projet est ajourné en raison de la Première Guerre mondiale.
À l'issue de la « Grande guerre », le projet est remis à jour, mais cette fois la ville de Nantes jette son dévolu sur les installations de la famille Grandjouan, situées à proximité de la gare de Rezé-Pont-Rousseau. En 1923, les plans d'un abattoir intercommunal sont alors établis, sur un terrain de 2,6 ha avec une voie ferrée et un quai de débarquement à 100 m de l'entrée de l'abattoir. Celui-ci est cependant dépourvu d'un marché aux bestiaux. Grandjouan est exproprié et l'abattoir de Pont-Rousseau est ouvert en 1932. Le transfert de l’activité de l’abattoir de Talensac a lieu officiellement le 16 octobre 1933.
Dans le courant des années 1930, le site des abattoirs est rattaché administrativement à la ville de Nantes qui, pour la première fois, dépasse ses limites sur la rive gauche de la Sèvre.
À la fin des années 1950, la RN 751 débouche à l'ouest de la place.
En 1975, les abattoirs de Pont-Rousseau ferment leurs portes pour être transférés dans de nouveaux bâtiments construits 1,5 km plus à l'Ouest dans les anciens marais du Seil.
En 1992, la ligne 2 du tramway qui longe le côté sud de la place, est inaugurée.
En 2000, à l'emplacement des anciens les « Nouvelles cliniques nantaises » et le « Centre de cancérologie Catherine-de-Sienne », débute la construction d'un pôle hospitalier commun, l'un des plus importants projets de ce type en France. Cet édifice de 27 700 m2 est inauguré deux ans plus tard. Il prendra par la suite le nom d'« hôpital privé du Confluent ».
En 2005, la place, qui est alors traversée par 40 000 véhicules/jour et ressemble plus à un échangeur autoroutier, est réaménagée dans sa configuration actuelle, supprimant l'autopont à sens unique qui s'y trouvait (permettant à la RN 751 d'atteindre plus rapidement les ponts sur la Sèvre), ainsi que les feux tricolores.
En 2007, la ligne 3 du tramway empruntant les infrastructures de la ligne 2 est inaugurée à son tour.
À la fin des années 2010, la place achève son urbanisation lors de la livraison d'un ensemble immobilier comportant plus de 500 logements et commerces à l'ouest de celle-ci, baptisée « Îlot Confluent » en 2018. Un an plus tard, l'« hôpital privé du Confluent » inaugure un ensemble comportant un hôtel de 71 chambres (réservées tant aux patients qu'aux touristes de loisirs et d'affaires), ainsi qu'une résidence seniors de 113 logements comportant espace bar, salle de restaurant, piscine, salle de gymnastique, sauna, salon de coiffure et bibliothèque. Les deux bâtiments, reliés en rez-de-chaussée par un espace commun et administratif, comportent également 75 places de parking en souterrain.

## Voies secondaires

### Rue du Pont-de-Pont-Rousseau
Comme son nom l'indique, cette voie à sens unique de plus de 80 mètres assure la liaison entre la place Général-Sarrail et le pont de Pont-Rousseau.

### Rue des Bataillons-FFI
Cette voie à sens unique d'environ 80 mètres assure la liaison entre le pont des Bataillons FFI et la place Général-Sarrail.
Un monument aux morts de la guerre d'Algérie est inauguré à l'entrée du pont en 2009.

### Rue Éric-Tabarly
Cette voie d'environ 280 mètres est partagée entre Nantes (moitié est) débouchant sur la place Général-Sarrail et Rezé (moitié est) débouchant « rue des Chevaliers » après avoir traversé la ligne ferroviaire de Nantes-État à La Roche-sur-Yon par Sainte-Pazanne par l'intermédiaire d'un passage à niveau.
Par une délibération du conseil municipal du 6 juillet 1934, on décide la création d'une voie de liaison entre le nouvel abattoir municipal et la route nationale N° 85 (l'actuelle « rue des Chevaliers »). Une nouvelle délibération du 30 novembre 1936 la dénomme « rue des Abattoirs », tandis qu'une « place des Abattoirs » sera également créée à la limite des deux communes. Une troisième délibération du conseil municipal, en date du 29 octobre 1999, rebaptise la voie de son nom actuel du fait de l'implantation du groupement de cliniques devenu plus tard l'« hôpital privé du Confluent » (la « place des Abattoirs » disparait lors de l'aménagement du secteur). Les différentes parties du centre hospitalier situées des deux côtés de la rue sont reliées entre elles par un bâtiment construit au-dessus de celle-ci.

### Coordonnées des lieux mentionnés
1. ↑  Rue du Pont-de-Pont-Rousseau : 47° 11′ 41″ N, 1° 32′ 42″ O
2. ↑  Rue des Bataillons-FFI : 47° 11′ 41″ N, 1° 32′ 43″ O
3. ↑  Monument aux morts de la guerre d'Algérie : 47° 11′ 30″ N, 1° 31′ 05″ O
4. ↑  Rue Éric-Tabarly : 47° 11′ 43″ N, 1° 32′ 53″ O